# VM i segling
VM i segling, världsmästerskapet i segling.
VM i Cadiz i Spanien 2003 var den största tävlingen någonsin med alla OS-klasserna samlade. Det var tredje gången ett liknande VM arrangerades. Kiel var först, sedan Melbourne och därefter Cadiz. Seglingarna var samlade kring Cadiz och Puerto Sherry i den norra delen av bukten. VM i Cadiz var också en kvalificeringstävling för Olympiska sommarspelen 2004. 

## Klasser
- 470 Herrar/Mixade
- 470 Damer
- 49er Herrar/Mixade
- E-jolle Damer
- Finnjolle Herrar/Mixade
- Laser Herrar/Mixade
- Mistral Herrar/Mixade
- Mistral Damer/Mixade
- Starbåt Herrar/Mixade
- Tornado Herrar/Mixande
- Yngling Damer